# شاب الصباح
شاب الصباح (بالحروف اللاتينية: Cheb i Sabbah؛ 7 أغسطس 1947 – 6 نوفمبر2013) واسمه الحقيقي سارج البيزي (Serge El Beze) كان منسقا ومؤلفا ومخرجا موسيقيا جزائريا اشتهر بدمج الأصوات الآسيوية والعربية والإفريقية في مؤلفاته. هو من أصل يهودي أمازيغي، وهو سليل أسرة موسيقية. انتقل إلى باريس في مراهقته وبدأ مهنته الموسيقية كمنسق أسطوانات موسيقى السول الأميركي في 1964. استقر في سان فرانسيسكو كمنسق موسيقي عام 1984. وفي 1989 اتخذ لقب «شاب الصباح» اسما فنيا. له سبعة مسجلات مع شركة تسجيل ستة درجات. 

## تسجيلات
- Shri Durga (1999)
- Maha Maya-Shri Durga Remixed (2000)
- Krishna Leela (2002)
- Krishna Leela Select (Bhajans) (2002)
- La Kahena (2005)
- La Kahena Remixed-EP (2005)
- La Ghriba-La Kahena Remixed (2006)
- Devotion (2008)
- Samaya: A Benefit Album For Cheb i Sabbah (2012)

## روابط خارجية
- شاب الصباح على موقع IMDb (الإنجليزية)
- شاب الصباح على موقع ميوزك برينز (الإنجليزية)
- شاب الصباح على موقع أول ميوزيك (الإنجليزية)
- شاب الصباح على موقع ديسكوغز (الإنجليزية)